# Новогригорівське нафтогазоконденсатне родовище
Новогригорівське нафтогазоконденсатне родовище — належить до Руденківсько-Пролетарського нафтогазоносного району Східного нафтогазоносного регіону України.

## Опис
Розташоване в Полтавській області на відстані 20 км від смт Машівка.
Знаходиться в центральній частині приосьової зони Дніпровсько-Донецької западини.
Підняття виявлене в 1949-50 рр. У відкладах нижнього карбону структура являє собою асиметричну куполовидну складку розмірами близько 5,2х4,5 м, амплітудою 200 м, порушеною системою скидів амплітудою 50-200 м. У 1962 р. з газових покладів серпуховського ярусу з інт. 1986-1990 м отримано фонтан нафти дебітом 170 т/добу через штуцер діаметром 8 мм.
Поклади пластові, склепінчасті, тектонічно екрановані та літологічно обмежені.
Експлуатується з 1965 р. Колектори — пісковики. Режим покладів пружноводонапірний. Запаси початкові видобувні категорій А+В+С1: нафти — 2655 тис. т; розчиненого газу — 1079 млн. м3; газу — 1483 млн. м3. Вміст сірки у нафті 0,03-0,07 мас.%.